# Wiederstedt
Wiederstedt là một đô thị ở huyện Mansfeld-Südharz, Saxony-Anhalt, nước Đức. Đô thị Wiederstedt có diện tích 9,54 km².